# Apocalyptica (musikalbum)
Apocalyptica är ett musikalbum av den finska heavy metal-gruppen med samma namn. Albumet släpptes den 24 januari 2005 genom Universal Music.

## Låtlista
1. Life Burns! (med Lauri Ylönen) – 3:06
2. Quutamo – 3:28
3. Distraction – 3:56
4. Bittersweet (med Lauri Ylönen och Ville Valo) – 4:26
5. Misconstruction – 3:56
6. Fisheye – 4:09
7. Farewell – 5:33
8. Fatal Error – 2:59
9. Betrayal/Forgiveness (med Dave Lombardo) – 5:13
10. Ruska – 4:39
11. Deathzone – 4:33
  - det dolda spåret efter Deathzone som börjar vid 6:41 är En Vie (med Manu) – 3:28. Deathzone är totalt 10:15.